# Divine Carcasse

Divine Carcasse est un film d'ethnofiction béninois sorti en 1998. Il a été réalisé par le cinéaste belge Dominique Loreau. Mêlant fiction et ethnographie, le film relate la vie d'une Peugeot de 1955. Appartenant en premier à Simon, un enseignant de philosophie expatrié, le véhicule devient celui de Joseph, qui s'en sert comme taxi jusqu'à son abandon dans un atelier de mécanique. C'est dans cet atelier que Simonet Biokou, forgeron-sculpteur, l'acquiert pour y récupérer des pièces utilisées afin de créer une sculpture du dieu bélier Agbo. Ainsi, d'une simple automobile d'occasion, la voiture devient une divinité: la divinité protectrice des habitants de Ouassa,,,,,,,.
Dans son article From (French) Automobile to (Beninois) Agbo: Mythology, Modernity and Divine Carcasse consacré au film, Susan Gorman conclut en disant : « Le néocolonialisme d'occasion devient une semi-idéalité colonisée de première classe [...] En tant que voiture, la Peugeot fonctionne parfaitement ; en tant que divinité, elle fonctionne superbement. »

## Fiche technique
- Titre : Divine Carcasse
- Réalisation : Dominique Loreau
- Date de sortie : 1998
- Pays : Belgique, Bénin
- Genre : documentaire
- Durée : 88 minutes
- Image : Étienne de Grammont
- Interprétation : Alphonse Atacolodjou, Szymon Zaleski, Fidèle Gbegnon, Simonet Biokou
- Production : Carré Noir (RTBF Liège), CBA, Office de Radio et Télévision du Bénin, Sindibad Films[10],[11].